# El King Nine no tornarà

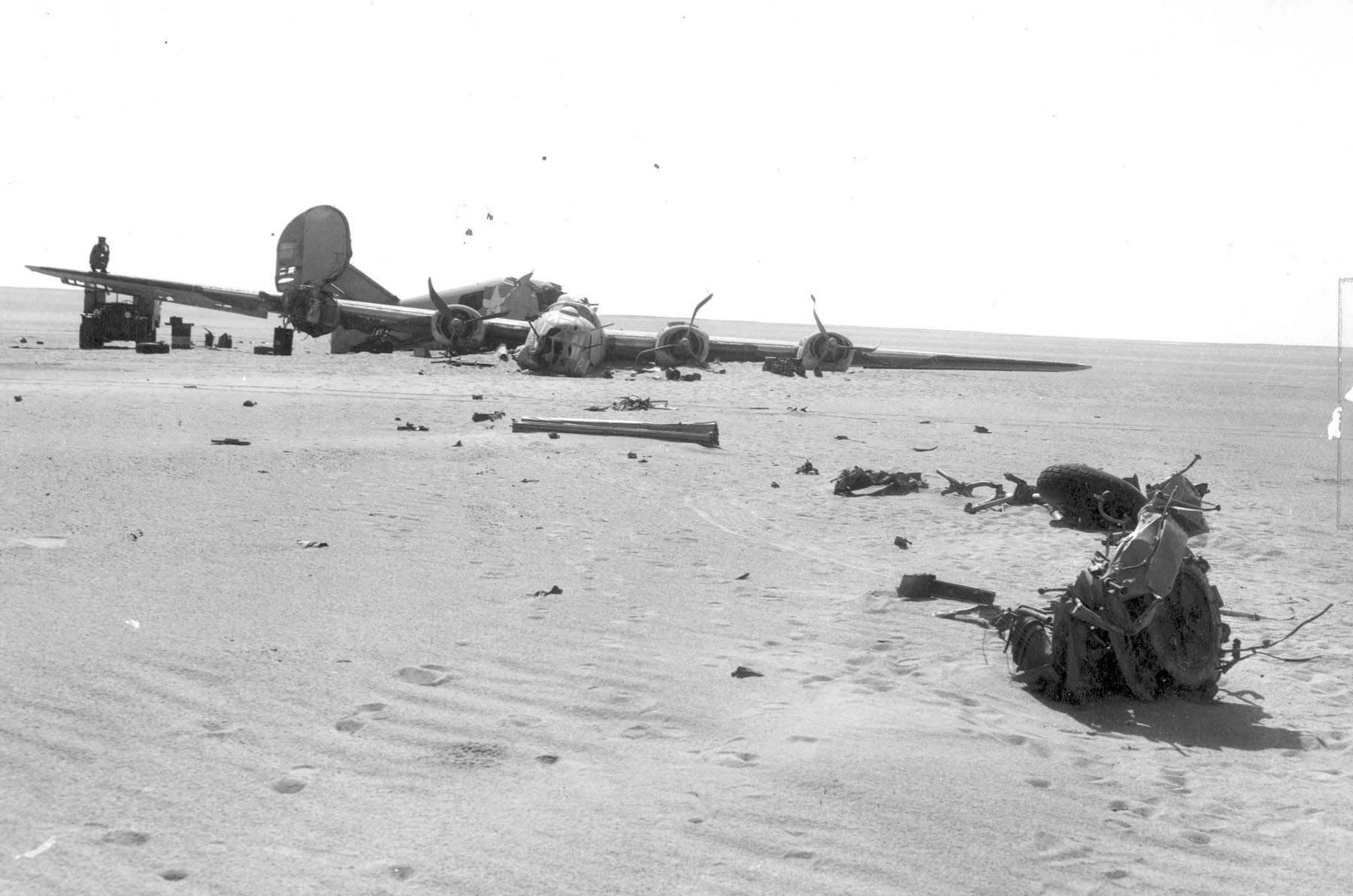
Estavellament del Lady Be Good

"El King Nine no tornarà" (títol original en anglès "King Nine Will Not Return") és el primer episodi de la segona temporada, i el 37è total de la sèrie de televisió d'antologia La Dimensió Desconeguda, Es va emetre originalment el 30 de setembre de 1960 a CBS. Ha estat doblat al català i emès per TV3. Aquest va ser el primer episodi on Rod Serling va aparèixer davant la càmera al principi, en lloc d'introduir l'episodi en una narració de veu en off.

## Narració d'obertura
| « | Això és Àfrica, 1943. La guerra escup la seva violència, i el cementiri de sorra s'engoleix. El seu nom és King Nine, B-25, bombarder mitjà, Dotzena Força Aèria. En un matí calent i tranquil, va sortir de Tunísia per bombardejar l'extrem sud d'Itàlia. Un tros errant de flac va esquinçar un forat al tanc de l'ala i, com un ocell ferit, aquí va aterrar, per no tornar aquest dia ni cap altre. | » |

## Trama
És la Segona Guerra Mundial, i el King Nine, un bombarder B-25 Mitchell, s'ha estavellat al desert. El capità James Embry es troba encallat, sol excepte per les restes i el misteri del que va passar amb la seva tripulació, tots els quals han desaparegut. El moviment de l'avió al vent i les seves visions dels homes desapareguts serveixen per augmentar la desorientació d'Embry.
Mentre busca la seva tripulació, Embry troba la tomba d'un dels seus homes i reconeix al cel els avions F9F Cougar de la Marina, que són impossibles per al 1943. Està desconcertat de com sap sobre avions a reacció i s'angoixa cada cop més. Embry s'ensorra a la sorra, i es revela que aparentment està hospitalitzat i pateix al·lucinacions, 17 anys després de l'accident.
Confiats que Embry es recuperarà, dos metges discuteixen la seva especulació que el seu patiment ha estat provocat per un titular d'un diari. El diari ha informat del descobriment del desert del King Nine, perdut durant molt de temps, que no havia tornat a la base d'una missió de guerra el 1943. Després d'haver tingut febre just abans d'embarcar-se en el desafortunat vol, Embry havia estat substituït en la missió per un altre capità. Veure el titular ha provocat la culpa del supervivent, la intensitat de la qual l'ha fet imaginar-se al lloc de l'accident.
Els metges asseguren a Embry que només ha tornat al lloc en la seva ment. Tanmateix, quan una infermera que maneja la seva roba li gira accidentalment una de les sabates de costat, la sorra es vessa.

## Narració de cloenda
| « | Enigma enterrat a la sorra, un signe d'interrogació amb ales trencades que es troba en una gràcia silenciosa com a marcador en un santuari del desert. Estrany com el real es consort amb les ombres, com el present es fusiona amb el passat. Com passa? La pregunta està registrada al desert silenciós, i la resposta? La resposta ens està esperant a – La Dimensió Desconeguda. | » |

## Repartiment
- Bob Cummings com el capità James Embry
- Gene Lyons com a psiquiatre
- Paul Lambert com a Doctor
- Jenna McMahon com a infermera